# Comté de Holzappel
Le comté de Holzappel était un comté immédiat du Saint-Empire, créé en 1641 au profit de Peter Melander et médiatisé en 1806 au profit du duché de Nassau. 